# Oliver Wendell Holmes
Pour les articles homonymes, voir Holmes.
Oliver Wendell Holmes (29 août 1809 à Cambridge - 7 octobre 1894 à Boston) est un écrivain, médecin, essayiste et poète américain du XIXe siècle.

## Biographie
Diplômé de Harvard College en 1829, il a étudié le droit, pendant une courte période, avant d'embrasser les études médicales.
En 1833, Holmes quitta Boston pour Paris, où il passerait deux ans à l'École de Médecine de Paris et étudiait auprès de Pierre-Charles Alexandre Louis, qui a démontré l'inutilité de la saignée.
En 1836, il a obtenu le titre de Docteur en Médecine de Harvard Medical School. Il a enseigné à Dartmouth Medical School avant d'enseigner à Harvard.
En 1843, Olivier Wendell Holmes présenta devant la Société Bostonienne pour le progrès de la médecine un article intitulé La contagiosité de la fièvre puerpérale. Dans cet article, il préconisait une pratique inédite à cette époque : « Médecins, lavez-vous les mains ». Ignaz Semmelweis, médecin austro-hongrois, avait déjà défini de manière précise l'utilité du lavage des mains systématique et surtout lors d'accouchements. Cette mesure permit de diminuer considérablement le taux de mortalité dû à la fièvre puerpérale.
Il est enterré au cimetière de Mount Auburn à Cambridge au Massachusetts. Son fils, Oliver Wendell Holmes Jr. fut un des juges influents de la Cour suprême des États-Unis.

## Littérature
Une de ses œuvres littéraires les plus connues est un poème consacré à la frégate USS Constitution, intitulé Old Ironsides (le surnom amical donné par son équipage à ce navire qui eut une longue et tumultueuse carrière intimement liée à l'émergence de la nation américaine). L'USS Constitution fut ensuite préservée -un des premiers navires-musée- à la suite d'une campagne d'opinion et de presse dans laquelle s'impliqua Oliver Wendell Holmes. Son fils Oliver Wendell Holmes, qui embrassa la carrière de juriste, devint un des plus éminents constitutionnalistes américains.